# Liga Leumit 1982-1983
La Liga Leumit 1982-1983 è stata la 42ª edizione della massima serie del campionato israeliano di calcio.
Presero parte al torneo 16 squadre, che si affrontarono in un girone all'italiana con partite di andata e ritorno. In questa stagione, l'IFA introdusse la regola dei tre punti per la vittoria, mentre per il pareggio si continuava ad assegnare un punto.
Le ultime tre classificate sarebbero state retrocesse in Liga Artzit, dalla quale sarebbero state promosse le prime tre classificate.
Il torneo fu vinto, per la quinta volta, dal Maccabi Netanya. L'Hapoel Kfar Saba, campione uscente, concluse clamorosamente all'ultimo posto, divenendo la prima squadra, nella storia del campionato israeliano, a retrocedere nella stagione successiva al titolo nazionale.
Si confermò capocannoniere del torneo Oded Mahnes, del Maccabi Netanya, con 22 goal.

## Squadre partecipanti
| Club                | Città       |
| ------------------- | ----------- |
| Beitar Gerusalemme  | Gerusalemme |
| Bnei Yehuda         | Tel Aviv    |
| Hapoel Be'er Sheva  | Be'er Sheva |
| Hapoel Gerusalemme  | Gerusalemme |
| Hapoel Kfar Saba    | Kfar Saba   |
| Hapoel Lod          | Lod         |
| Hapoel Ramat Gan    | Ramat Gan   |
| Hapoel Tel Aviv     | Tel Aviv    |
| Hapoel Yehud        | Yehud       |
| Maccabi Giaffa      | Giaffa      |
| Maccabi Haifa       | Haifa       |
| Maccabi Netanya     | Netanya     |
| Maccabi Petah Tiqwa | Petah Tiqwa |
| Maccabi Tel Aviv    | Tel Aviv    |
| Maccabi Yavne       | Yavne       |
| Shimshon Tel Aviv   | Tel Aviv    |

## Classifica finale
|                     | Pos. | Squadra             | Pt | G  | V  | N  | P  | GF | GS | DR  |
| ------------------- | ---- | ------------------- | -- | -- | -- | -- | -- | -- | -- | --- |
| Campione di Israele | 1.   | Maccabi Netanya     | 61 | 30 | 18 | 7  | 5  | 54 | 31 | +23 |
|                     | 2.   | Shimshon Tel Aviv   | 47 | 30 | 12 | 11 | 7  | 35 | 27 | +8  |
|                     | 3.   | Hapoel Be'er Sheva  | 46 | 30 | 11 | 13 | 6  | 33 | 23 | +10 |
|                     | 4.   | Hapoel Tel Aviv     | 46 | 30 | 13 | 7  | 10 | 33 | 26 | +7  |
|                     | 5.   | Maccabi Tel Aviv    | 41 | 30 | 10 | 11 | 9  | 27 | 23 | +4  |
|                     | 6.   | Maccabi Haifa       | 38 | 30 | 8  | 14 | 8  | 31 | 31 | 0   |
|                     | 7.   | Hapoel Lod          | 36 | 30 | 7  | 15 | 8  | 33 | 28 | +5  |
|                     | 8.   | Beitar Gerusalemme  | 36 | 30 | 7  | 15 | 8  | 34 | 33 | +1  |
|                     | 9.   | Maccabi Petah Tiqwa | 36 | 30 | 8  | 12 | 10 | 25 | 30 | -5  |
|                     | 10.  | Maccabi Yavne       | 36 | 30 | 7  | 15 | 8  | 25 | 31 | -6  |
|                     | 11.  | Hapoel Yehud        | 36 | 30 | 8  | 12 | 10 | 18 | 26 | -8  |
|                     | 12.  | Bnei Yehuda         | 36 | 30 | 7  | 15 | 8  | 26 | 35 | -9  |
|                     | 13.  | Maccabi Giaffa      | 33 | 30 | 6  | 15 | 9  | 22 | 24 | -2  |
|                     | 14.  | Hapoel Ramat Gan    | 33 | 30 | 6  | 15 | 9  | 15 | 21 | -6  |
|                     | 15.  | Hapoel Gerusalemme  | 31 | 30 | 8  | 7  | 15 | 29 | 44 | -15 |
|                     | 16.  | Hapoel Kfar Saba    | 30 | 30 | 6  | 12 | 12 | 33 | 40 | -7  |

## Verdetti
- Maccabi Netanya campione di Israele 1982-1983
- Hapoel Ramat Gan, Hapoel Gerusalemme e Hapoel Kfar Saba retrocessi in Liga Artzit 1983-1984
- Hakoah Ramat Gan, Beitar Tel Aviv e Maccabi Ramat Amidar promossi in Liga Leumit 1983-1984